# Mabilleodes
Mabilleodes là một chi bướm đêm thuộc họ Crambidae.